# Rigoberto Soler
Rigoberto Soler Pérez (n. 1896, Alcoy⁠(d), Comunitatea Valenciană, Spania – d. 1968) a fost un pictor spaniol postimpresionist.

## Tinerețe
Rigoberto Soler s-a născut în orașul Alcoy din provincia Alicante, Spania, în 1896. Tatăl său era administrator în biroul de înregistrare al orașului. Tatăl său dorea ca fiul său să urmeze o carieră în domeniul bancar, dar Soler avea idei diferite. S-a pregătit la Școala de Arte și Meserii din Valencia, iar mai târziu la Școala de Arte Frumoase din San Carlos din Valencia. După finalizarea pregătirii, a câștigat un premiu la Expoziția Națională de Arte Plastice din Madrid cu un tablou intitulat „Entre Naranjos”. În urma succesului său, Soler a devenit un participant regulat la numeroase expoziții naționale. În 1926, i s-a acordat o medalie de argint pentru un tablou numit „Idyll Ibiza”, care este acum expus la Muzeul de Arte Frumoase din Bordeaux.

## Ibiza
În 1925, Soler a părăsit continentul și s-a mutat pe insula Ibiza. A locuit în satul de atunci Santa Eulària des Riu⁠(d). La început a locuit într-un mic golfuleț aproape de sat unde și-a construit singur o locuință pe care a numit-o Niu Blau sau Cuibul Albastru. Mica plajă poartă acum numele Platja des Niu Blau⁠(d) ca omagiu adus casei pictorului. Locuia în Niu Blau cu Pilar, care era iubita și modelul lui. Soler a pictat multe lucrări care prezintă peisajul din jurul Santa Eulària des Riu,  precum și vecinii și prietenii din Santa Eulària. De asemenea, a pictat-o pe Pilar în diverse ipostaze și înfățișări. El a fost un personaj popular foarte iubit în sat și a fost menționat de multe ori de către autorul Elliot Paul⁠(d) în cel mai bine vândut roman, Viața și moartea unui oraș spaniol, care era despre experiențele din sat în timpul războiului civil spaniol. După câștigarea medaliei de argint la Madrid, a folosit banii pentru a-și construi o casă și o garsonieră pe dealul de deasupra satului. La acel moment, Pilar îl părăsise și se mutase înapoi în Spania continentală. Soler s-a căsătorit apoi cu o germancă pe nume Clare Sinderman.

## Viața de mai târziu
În 1943 i s-a acordat un post de profesor la Școala de Arte și Meserii⁠(d) din Santa Jordi, Barcelona. El și soția sa s-au mutat în oraș, devenind profesor la școală. În 1956, cu mult regret, și-a vândut casa din Santa Eulària. A rămas la școală până când s-a pensionat în 1964. A murit în 1968.

## Galerie

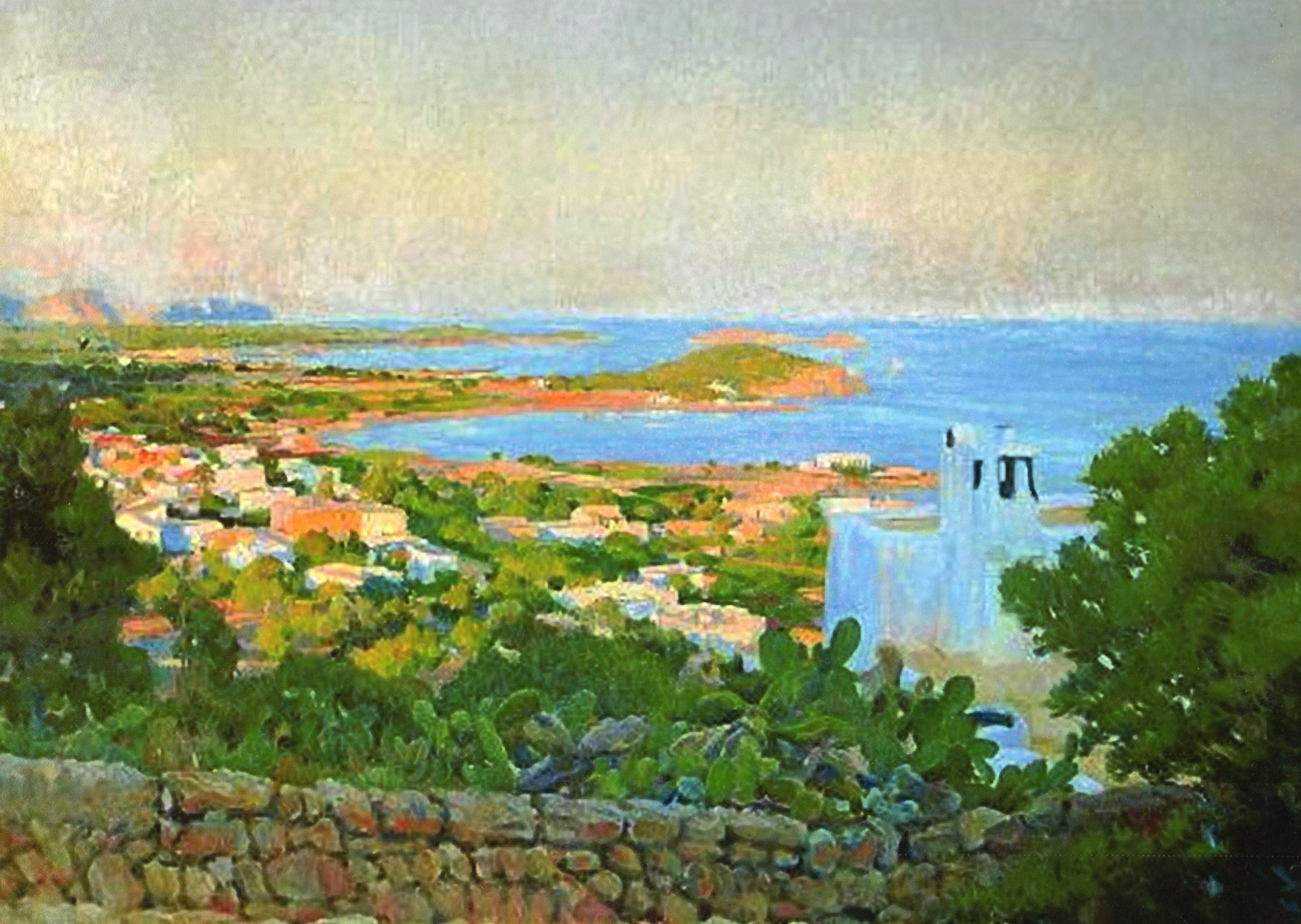
Vedere a Santa Eulària (1943) de Rigoberto Soler